# Condado de Churruca
El condado de Churruca es un título nobiliario español creado el 29 de julio de 1910 por el rey Alfonso XIII a favor de Cosme de Churruca y Dotres, en memoria de su antepasado Cosme Damián de Churruca y Elorza, héroe de la batalla de Trafalgar, donde perdió la vida.

## Condes de Churruca
|                           | Titular                                      | Periodo                   |
| Creación por Alfonso XIII | Creación por Alfonso XIII                    | Creación por Alfonso XIII |
| ------------------------- | -------------------------------------------- | ------------------------- |
| I                         | Cosme de Churruca y Dotres                   | 1910-1919                 |
| II                        | Cosme Damián de Churruca y Dotres            | 1920-1971                 |
| III                       | Ricardo de Churruca y Colón de Carvajal      | 1974-2010                 |
| IV                        | María Isabel de Churruca y Colón de Carvajal | 2010-actual titular       |

## Historia de los condes de Churruca

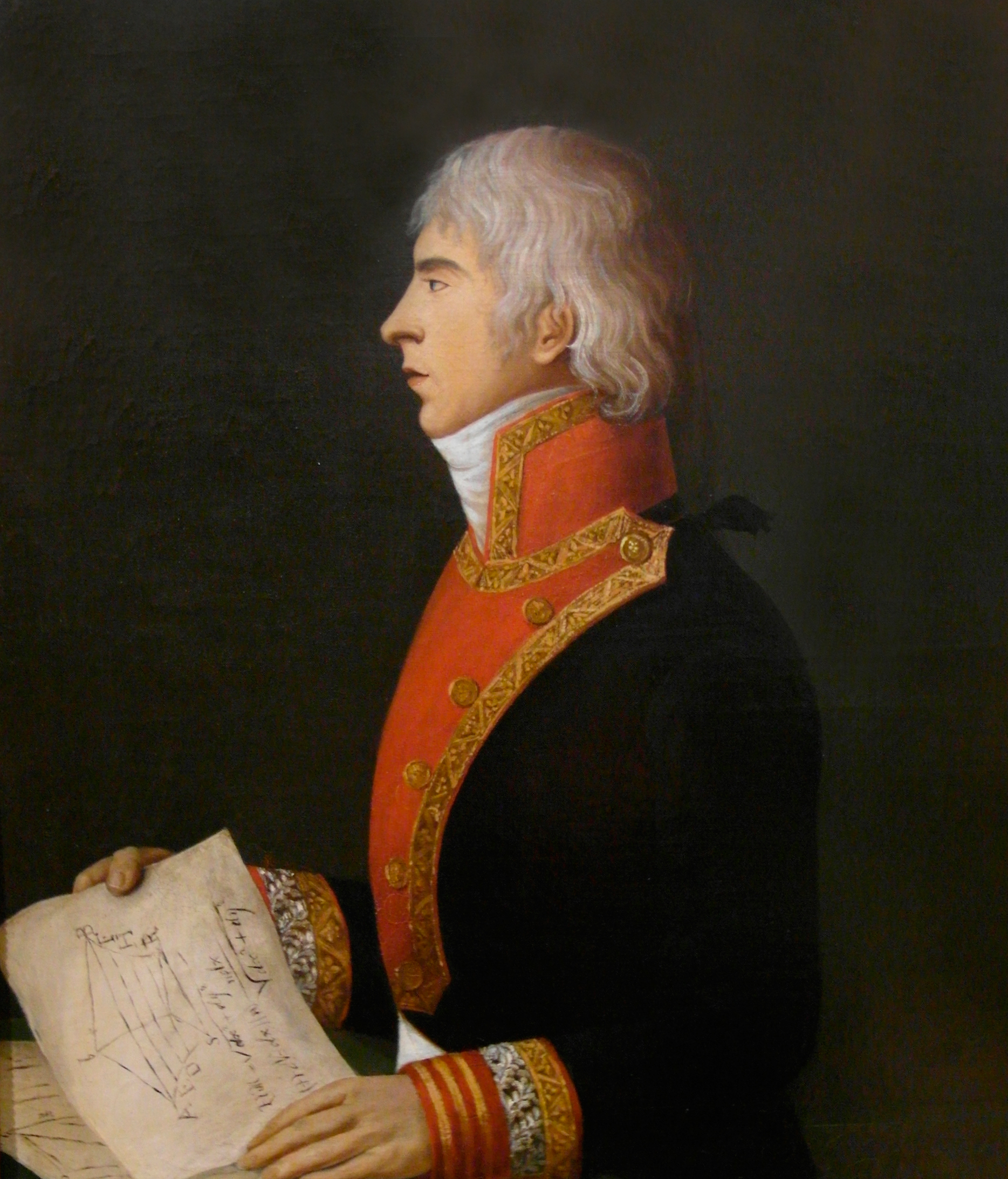
Retrato de Cosme Damián de Churruca y Elorza, héroe de la batalla de Trafalgar, en cuya memoria se creó el condado de Churruca. Museo Naval de Madrid

- Cosme de Churruca y Dotres (San Sebastián, 27 de agosto de 1872-Barcelona, 24 de agosto de 1919[3]), I conde de Churruca.[4] Hijo de Cosme de Churruca y Brunet (n. Motrico, 18 de enero de 1830) —hijo de José Francisco de Churruca y Ecenarro y de María del Carmen Brunet y Fernández de Arroyabe—,[4] y de María Dotres Zinza, con quien casó en San Sebastián el 30 de octubre de 1871.[4]

Casado el 26 de febrero de 1897 con Mercedes Dotres de los Santos (m. San Sebastián, 16 de febrero de 1939). Sucedió su hijo:
- Cosme Damián de Churruca y Dotres (Barcelona, 25 de noviembre de 1897-Barcelona, 7 de abril de 1971), II conde de Churruca.[7]

Casó con Mercedes Girona. En 20 de abril de 1974, le sucedió su sobrino, hijo de Ricardo de Churruca y Dotres (Manila, 15 de octubre de 1900-1963) y de su esposa, Isabel Colón de Carvajal y Hurtado de Mendoza (n. 1901) con quien contrajo matrimonio en Madrid el 28 de enero de 1928.
- Ricardo de Churruca y Colón de Carvajal (1929-2010), III conde de Churruca.[7] Le sucedió su hermana:

- María Isabel de Churruca y Colón de Carvajal (n. en 1931), IV condesa de Churruca.[8]

Casó con José María Lapetra Urizar, bisnieto de Luciano de Urízar.